# Angol buldog
Az angol buldog kutyafajta, melyet említhetnek még brit buldognak vagy simán buldognak is. Nem tévesztendő össze az amerikai buldoggal és a francia buldoggal, mert ezek más kutyafajták.

## Története

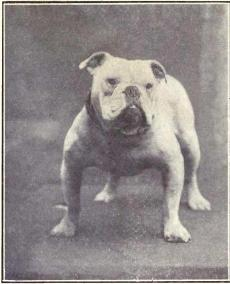
Buldog 1915-ből

A buldog ősét a középkori Angliában, vélhetően a 16. és 17. század fordulóján tenyésztették ki masztiff és alaunt fajtájú kutyákból. Mészárosok használták a bikák terelésére és őrzésére, valamint az ekkor még általánosan alkalmazott bikaheccek (bull baiting) során. A 19. századra eredeti szerepében már nem volt rá szükség, ezért háziasítani kellett a fajtát. Ennek érdekében a mopsszal keresztezték; így alakult ki a mai békés, nyugodt természetű angol buldog. Az első fajtaklub 1875-ben jött létre Londonban, ebből alakult meg 1895-ben a British Bulldog Club.

## Testfelépítése
A buldog széles, erős, zömök felépítésű kutyafajta. Lábai meglehetősen rövidek. Mellkasa tágas, gömbölyded és igen mély, mélyen belóg a mellső lábak közé. A has felhúzott. Az alacsonyan tűzött farok a tövénél vaskos, majd hirtelen elhegyesedik. Oldalra áll, természetesen rövid. Az egyenes mellső lábak egymástól távol állnak, és valamivel rövidebbek a hátsóknál. A hátsó mancsok tömöttek és kör alakúak, a mellső mancsok pedig kerekek. A vaskos, mély és erős nyak az átlagosnál rövidebb. Masszív, négyszögletes koponyája igen nagy. A pofa lekerekített, és oldalt a szemen is túlnyúlik. A magas arcorri rész rövid és felfelé forduló. Az orr szinte pontosan a szemek közé esik, az orrlyukak nagyon tágak. A széles felső ajkak rálógnak az alsó állkapocsra, elöl viszont szépen rásimulnak, így a fogak nem láthatók. A vékony, kicsi rózsa fülek magasan tűzöttek és egymástól távol állók. A szemek egészen lent ülnek, kerekek és mérsékelten nagyok.

## Jelleme
A buldog jó természetű, nagyon kiegyensúlyozott és szelíd kutya. Vidám és barátságos, spontán és lelkes viselkedésű, de a lakásban nyugodt, érzékenyen reagál a környezetében uralkodó hangulatra. Értelmes fajta, amely átgondolja a dolgokat, ám ettől még igen engedelmes. A buldog kimondottan gyengéd, szeret a család közelében lenni. A más kutyákkal és házi állatokkal való együttélés problémamentes, bár ritkán előfordul kisebb verekedés. Igen toleráns, jól fejlett humorérzéke van. Nem könnyű kihozni a sodrából. Általában mindenkivel összebarátkozik, bár előfordulnak óvatosabb egyedek is.

## Méretei
- Marmagasság: 34–45 cm
- Testtömeg: kanok 25 kg, szukák 23 kg
- Várható élettartam: 7-9 év

## Megjegyzés
A buldog általában könnyen tanítható. Érzékenyen reagál a gazdája hangjára és hangulatára, s gyakran már egy barátságos, de határozott hangú kérés is elég ahhoz, hogy engedelmeskedjen. Semmiképpen sem szabad komolyabban bántalmazni, viszont azt sem lehet hagyni, hogy túl sokat engedjen meg magának. A nevelésében állandóan következetesnek és egyértelműnek kell lenni. Ez a kutya nagyon szeretne gazdája kedvében járni, és ha megérti, hogy mit akarnak tőle, akkor nem okoz csalódást. A buldog népszerű társ a gyermekes és a gyermektelen családokban egyaránt. Noha értelmes és szívesen tanuló fajta, testalkata miatt alkalmatlan a kutyás sportokra.

## Érdekességek
Az Egyesült Államok egykori elnökének, Warren G. Harding-nak is volt egy Oh Boy névre hallgató fehér buldogja.
A Georgiai és a Yale Egyetem rögbicsapatának kabalaállata a buldog volt.
Az I. világháború idején, az amerikai hadseregben szolgáló egyik buldogot bronzcsillaggal tüntették ki, egy másik buldogot pedig tizedesi rangba léptettek elő.
A buldogról leggyakrabban Winston Churchill brit miniszterelnök jut eszünkbe, mi sem bizonyítja ezt jobban, mint a rengeteg Churchill vagy Winston nevű buldog, azonban azt már kevesen tudják, hogy Sir Winston Churchillnek valójában soha nem volt buldogja. A buldog természetű, karizmatikus politikus, ugyanis a törpe uszkárokért rajongott.